# Dušan Lajović
Dušan Lajović (en alphabet cyrillique serbe : Душан Лајовић ; en alphabet latin serbe : Dušan Lajović), né le 30 juin 1990 à Belgrade (Yougoslavie, actuelle Serbie), est un joueur de tennis serbe, professionnel depuis 2007. Il compte deux titres en simple à ce jour sur le circuit ATP.

## Carrière
En 2012, il joue son premier match de Coupe Davis face au Suédois Filip Prpic. C’est un match sans enjeu mais il s’impose en 2 sets.
En 2013, il est sélectionné pour la finale de la Coupe Davis avec Novak Djokovic face à la République tchèque. Il perd ses deux matchs face à Tomáš Berdych et Radek Štěpánek et son équipe perd la finale 2-3.
Il a joué son premier match sur le circuit ATP à l’Open de Belgrade en tant que wild card et remporte son premier match à la World Team Cup 2011 face à Igor Andreev. Son meilleur résultat sur le circuit ATP est un quart de finale à l’Open de Saint-Pétersbourg.
Il a remporté cinq titres Future et six titres Challenger : Samarcande en 2012, Caltanissetta et Séoul en 2013, Banja Luka en 2015, Båstad en 2017 et l’open de Guadeloupe en 2018.
Son meilleur résultat en tournoi du Grand Chelem est un huitième de finale à Roland-Garros perdu face à Rafael Nadal en 2014.
En juillet 2014, il atteint pour la première fois de sa carrière la finale d’un tournoi ATP en double à Umag avec Franko Škugor mais ils s’y inclinent face à František Čermák et Lukáš Rosol.
Lors des demi-finales de la Coupe Davis 2017, palliant les forfaits de Novak Djokovic et de Viktor Troicki, il est sélectionné comme leader de l’équipe serbe et crée la surprise lors du premier match en dominant Lucas Pouille en 4 sets (6-1, 3-6, 7-66, 7-65).

### 2019: premier titre en simple, titre en double et finale ATP
L’année 2019 voit Dušan Lajović franchir un cap dans sa progression. Au mois d’avril, il est le finaliste surprise du Masters 1000 de Monte-Carlo, sa première apparition en finale d’un tournoi de cette envergure. Au cours de sa folle semaine monégasque, le Serbe sort vainqueur de ses matchs contre Malek Jaziri, David Goffin, Dominic Thiem, Lorenzo Sonego et Daniil Medvedev, avant de buter sur la toute dernière marche, en la personne de Fabio Fognini, vainqueur du tournoi.
Classé 35e mondial, Dušan Lajović est tête de série no 30 quand il se présente à Roland-Garros. Il bat au premier tour le Brésilien Thiago Monteiro, 112e mondial, en trois sets (6-3, 6-4, 6-4), puis au deuxième tour le Français Elliot Benchetrit, 273e mondial, en trois sets également (6-3, 6-3, 6-4). Au troisième tour, il parvient à pousser Alexander Zverev, tête de série no 5 et 5e joueur mondial, dans ses retranchements, s’adjugeant les troisième et quatrième sets du match pour recoller à deux manches partout et embarquer l’Allemand dans un cinquième set aussi inattendu que décisif. Il s’incline avec les honneurs, sur le score de 4-6, 2-6, 6-4, 6-1, 2-6. Au lendemain du tournoi, il progresse de quatre places pour atteindre le 31e rang à l’ATP.
En juillet, il remporte sur la terre battue d’Umag le premier titre ATP de sa carrière. Exempté de 1er tour, il aura successivement défait Andrey Rublev, Aljaž Bedene, Salvatore Caruso, avant de disposer, en finale, du Hongrois Attila Balázs.
Il obtient un nouveau titre en double en Chine, lors du tournoi de Chengdu, associé à Nikola Čačić.

### 2020: Quelques bons résultats
En 2020, malgré une saison compliquée par la pandémie de Covid-19, il passe trois tours à l’Open d’Australie, à Rome et à Rotterdam.

### 2021 - 2022: Années mitigées
Dušan Lajović commence l'année en atteignant les huitièmes de finale de l'Open d'Australie. Tête de série no 23, il sort Serhiy Stakhovsky, Alexander Bublik, Pedro Martínez, avant de s'incliner contre Alexander Zverev. Après avoir joué dix tournois sans parvenir à passer le deuxième tour, il conjure enfin le sort à domicile, à Belgrade, où il atteint les quarts de finale, s'inclinant contre Andrej Martin. Il atteint ce même stade de la compétition à Hambourg, stoppé par Pablo Carreño Busta, puis lors du Masters 1000 de Toronto, où il bat Emil Ruusuvuori ainsi que Félix Auger-Aliassime devant son public, avant de plier face à Casper Ruud. Il passe ensuite par une phase de défaites prématurées, ne parvenant pas à aller au-delà du troisième tour des 18 tournois suivants qu'il dispute.
Il faut attendre 2022 et le Masters 1000 de Madrid pour le voir se ressaisir. Après être passé par les phases qualificatives, il sort Borna Ćorić (6-3, 4-6, 6-4), avant de prendre sa revanche sur Casper Ruud (7-6, 2-6, 6-4). Il est par la suite éliminé par Hubert Hurkacz, en deux sets (7-6, 6-3).
S'ensuit une nouvelle série de défaites prématurées, ce qui le pousse à disputer des tournois challenger. Il y obtient de bons résultats, comme le prouvent ses demi-finales à Gênes et à Parme et son titre à Maspalomas.

### 2023: Victoire contre le numéro un mondial et second titre à Banja Luka
Lors du tournoi de Banja Luka, alors qu’il est classé 70e mondial, il effectue un très bon parcours, éliminant son compatriote Filip Krajinović (6-2, 4-6, 6-4), puis plus facilement la tête de série numéro 8 Grégoire Barrère (6-3, 6-0). Il fait ensuite sensation en sortant le numéro un mondial, son compatriote Novak Djokovic (6-4, 7-6) pour se hisser en demi-finale face à un autre compatriote, Miomir Kecmanović. Il passe les demies en trois sets (4-6, 7-6, 6-4). Il est confronté au 6e mondial, Andrey Rublev en finale, qu’il remporte (6-3, 4-6, 6-4).

### 2024: demi-finaliste à Barcelone
Alors qu'il n'est pas tête de série, il arrive jusqu'en demi-finale du tournoi catalan de Barcelone, à la faveur de victoires sur l'Argentin Diego Schwartzman (6-1, 6-2), sur le Français Ugo Humbert, treizième joueur mondial (6-4, 6-4), qui sort d'un quart de finale à Monte-Carlo, sur le local Alejandro Davidovich Fokina (7-6, 3-6, 6-1) et sur un autre Français, Arthur Fils, en trois manches également (6-4, 3-6, 6-2). Opposé à Stéfanos Tsitsipás, qui reste sur un titre à Monte-Carlo quelques jours avant et neuf victoires consécutives, il remporte le premier set mais est ensuite renversé par son adversaire (7-5, 4-6, 2-6).

## Palmarès

### Titres en simple messieurs
| No | Date       | Nom et lieu du tournoi          | Catégorie | Dotation  | Surface      | Finaliste     | Score         |          |
| -- | ---------- | ------------------------------- | --------- | --------- | ------------ | ------------- | ------------- | -------- |
| 1  | 15-07-2019 | Plava Laguna Croatia Open, Umag | ATP 250   | 524 430 € | Terre (ext.) | Attila Balázs | 7-5, 7-5      | Parcours |
| 2  | 17-04-2023 | Srpska Open, Banja Luka         | ATP 250   | 562 815 € | Terre (ext.) | Andrey Rublev | 6-3, 4-6, 6-4 | Parcours |

### Finale en simple messieurs
| No | Date       | Nom et lieu du tournoi                 | Catégorie    | Dotation    | Surface      | Vainqueur     | Score    |          |
| -- | ---------- | -------------------------------------- | ------------ | ----------- | ------------ | ------------- | -------- | -------- |
| 1  | 14-04-2019 | Rolex Monte-Carlo Masters, Monte-Carlo | Masters 1000 | 5 207 405 € | Terre (ext.) | Fabio Fognini | 6-3, 6-4 | Parcours |

### Titres en double messieurs
| No | Date       | Nom et lieu du tournoi                 | Catégorie | Dotation    | Surface      | Partenaire   | Finalistes                     | Score             |          |
| -- | ---------- | -------------------------------------- | --------- | ----------- | ------------ | ------------ | ------------------------------ | ----------------- | -------- |
| 1  | 27-04-2015 | TEB BNP Paribas Istanbul Open Istanbul | ATP 250   | 439 405 €   | Terre (ext.) | Radu Albot   | Robert Lindstedt Jürgen Melzer | 6-4, 7-62         | Parcours |
| 2  | 23-09-2019 | Chengdu Open Chengdu                   | ATP 250   | 1 096 575 $ | Dur (ext.)   | Nikola Čačić | Jonathan Erlich Fabrice Martin | 7-69, 3-6, [10-3] | Parcours |

### Finale en double messieurs
| No | Date       | Nom et lieu du tournoi   | Catégorie | Dotation  | Surface      | Vainqueurs                   | Partenaire    | Score     |          |
| -- | ---------- | ------------------------ | --------- | --------- | ------------ | ---------------------------- | ------------- | --------- | -------- |
| 1  | 21-07-2014 | Vegeta Croatia Open Umag | ATP 250   | 426 605 € | Terre (ext.) | František Čermák Lukáš Rosol | Franko Škugor | 6-4, 7-65 | Parcours |

## Parcours dans les tournois duGrand Chelem

### En simple
| Année | Open d'Australie | Open d'Australie   | Internationaux de France | Internationaux de France | Wimbledon       | Wimbledon        | US Open         | US Open         |
| ----- | ---------------- | ------------------ | ------------------------ | ------------------------ | --------------- | ---------------- | --------------- | --------------- |
| 2014  | 2e tour (1/32)   | Kei Nishikori      | 1/8 de finale            | Rafael Nadal             | 2e tour (1/32)  | Łukasz Kubot     | 1er tour (1/64) | Jerzy Janowicz  |
| 2015  | 1er tour (1/64)  | S. Stakhovsky      | 2e tour (1/32)           | Stanislas Wawrinka       | 1er tour (1/64) | Tommy Haas       | —               | —               |
| 2016  | 2e tour (1/32)   | R. Bautista-Agut   | 2e tour (1/32)           | Viktor Troicki           | 1er tour (1/64) | Dustin Brown     | 1er tour (1/64) | Benoît Paire    |
| 2017  | 2e tour (1/32)   | Jo-Wilfried Tsonga | 1er tour (1/64)          | Thomaz Bellucci          | 2e tour (1/32)  | Roger Federer    | 1er tour (1/64) | Rafael Nadal    |
| 2018  | 1er tour (1/64)  | Diego Schwartzman  | 2e tour (1/32)           | Alexander Zverev         | 1er tour (1/64) | Roger Federer    | 3e tour (1/16)  | John Isner      |
| 2019  | 1er tour (1/64)  | Pablo Cuevas       | 3e tour (1/16)           | Alexander Zverev         | 1er tour (1/64) | Hubert Hurkacz   | 2e tour (1/32)  | Denis Kudla     |
| 2020  | 3e tour (1/16)   | Diego Schwartzman  | 2e tour (1/32)           | Kevin Anderson           | Annulé          | Annulé           | 1er tour (1/64) | Egor Gerasimov  |
| 2021  | 1/8 de finale    | Alexander Zverev   | 1er tour (1/64)          | Nikoloz Basilashvili     | 2e tour (1/32)  | Daniel Evans     | 2e tour (1/32)  | Peter Gojowczyk |
| 2022  | 2e tour (1/32)   | Carlos Alcaraz     | 1er tour (1/64)          | Sebastián Báez           | 2e tour (1/32)  | Alexander Bublik | 1er tour (1/64) | Jenson Brooksby |
| 2023  | 1er tour (1/64)  | Denis Shapovalov   | 1er tour (1/64)          | Zhang Zhizhen            | 1er tour (1/64) | Jan Choinski     | 1er tour (1/64) | Wu Yibing       |
| 2024  | 1er tour (1/64)  | Giulio Zeppieri    | 2e tour (1/32)           | Taylor Fritz             | 1er tour (1/64) | Grigor Dimitrov  | 1er tour (1/64) | Daniil Medvedev |
| 2025  | 1er tour (1/64)  | Miomir Kecmanović  | 1er tour (1/64)          | Alexander Shevchenko     | 1er tour (1/64) | Billy Harris     |                 |                 |

N.B. : à droite du résultat se trouve le nom de l'ultime adversaire.

### En double messieurs
| Année | Open d'Australie                                                                           | Open d'Australie                                                                         | Internationaux de France                                                                 | Internationaux de France                                                                   | Wimbledon | Wimbledon                                                                           | US Open                                                                            | US Open |
| ----- | ------------------------------------------------------------------------------------------ | ---------------------------------------------------------------------------------------- | ---------------------------------------------------------------------------------------- | ------------------------------------------------------------------------------------------ | --------- | ----------------------------------------------------------------------------------- | ---------------------------------------------------------------------------------- | ------- |
| 2014  | —                                                                                          | —                                                                                        | —                                                                                        | —                                                                                          | —         | —                                                                                   | 2e tour (1/16) João Sousa \|\| style="text-align:left;" \| Ivan Dodig Marcelo Melo |         |
| 2015  | 1er tour (1/32) Lu Yen-hsun \|\| style="text-align:left;" \| J. Erlich T. C. Huey          | 2e tour (1/16) S. Giraldo \|\| style="text-align:left;" \| Jamie Murray John Peers       | 1er tour (1/32) V. Troicki \|\| style="text-align:left;" \| Leander Paes Daniel Nestor   | 1er tour (1/32) V. Troicki \|\| style="text-align:left;" \| Gilles Müller A.-U.-H. Qureshi |           |                                                                                     |                                                                                    |         |
| 2016  | 1er tour (1/32) V. Troicki \|\| style="text-align:left;" \| Sam Groth L. Hewitt            | 1er tour (1/32) D. Thiem \|\| style="text-align:left;" \| R. Štěpánek N. Zimonjić        | 2e tour (1/16) V. Troicki \|\| style="text-align:left;" \| R. Štěpánek N. Zimonjić       | 2e tour (1/16) V. Troicki \|\| style="text-align:left;" \| N. Monroe D. Young              |           |                                                                                     |                                                                                    |         |
| 2017  | 2e tour (1/16) V. Troicki \|\| style="text-align:left;" \| J. S. Cabal Robert Farah        | —                                                                                        | —                                                                                        | —                                                                                          | —         | 1er tour (1/32) D. Džumhur \|\| style="text-align:left;" \| J.-J. Rojer Horia Tecău |                                                                                    |         |
| 2018  | 1er tour (1/32) D. Džumhur \|\| style="text-align:left;" \| H. Kontinen John Peers         | 1er tour (1/32) Florian Mayer \|\| style="text-align:left;" \| Jamie Murray Bruno Soares | 2e tour (1/16) Mirza Bašić \|\| style="text-align:left;" \| Nikola Mektić A. Peya        | 2e tour (1/16) S. Tsitsipás \|\| style="text-align:left;" \| Dominic Inglot Franko Škugor  |           |                                                                                     |                                                                                    |         |
| 2019  | —                                                                                          | —                                                                                        | 1/4 de finale J. Tipsarević \|\| style="text-align:left;" \| Kevin Krawietz Andreas Mies | 1er tour (1/32) F. Krajinović \|\| style="text-align:left;" \| M. Ebden V. Pospisil        | —         | —                                                                                   |                                                                                    |         |
| 2020  | 1er tour (1/32) Nikola Čačić \|\| style="text-align:left;" \| M. González F. Martin        | 1er tour (1/32) Nikola Čačić \|\| style="text-align:left;" \| A. de Minaur Matt Reid     | Annulé                                                                                   | Annulé                                                                                     | —         | —                                                                                   |                                                                                    |         |
| 2021  | 1er tour (1/32) F. Krajinović \|\| style="text-align:left;" \| Marcelo Melo Horia Tecău    | 1er tour (1/32) F. Krajinović \|\| style="text-align:left;" \| W. Koolhof J.-J. Rojer    | 1er tour (1/32) I. Sabanov \|\| style="text-align:left;" \| M. Granollers H. Zeballos    | 1er tour (1/32) B. Nakashima \|\| style="text-align:left;" \| M. Ebden Max Purcell         |           |                                                                                     |                                                                                    |         |
| 2022  | 1er tour (1/32) I. Sabanov \|\| style="text-align:left;" \| Pablo Andújar P. Martínez      | 1er tour (1/32) Jiří Veselý \|\| style="text-align:left;" \| Luke Saville J. Thompson    | 1er tour (1/32) Laslo Djere \|\| style="text-align:left;" \| K. Majchrzak J. Zieliński   | —                                                                                          | —         |                                                                                     |                                                                                    |         |
| 2023  | 1er tour (1/32) A. Karatsev \|\| style="text-align:left;" \| S. González É. Roger-Vasselin | —                                                                                        | —                                                                                        | —                                                                                          | —         | —                                                                                   | —                                                                                  |         |
| 2024  | —                                                                                          | —                                                                                        | 1er tour (1/32) M. Kecmanović \|\| style="text-align:left;" \| A. Bublik A. Shevchenko   | 1er tour (1/32) S. Nagal \|\| style="text-align:left;" \| P. Martínez J. Munar             | —         | —                                                                                   |                                                                                    |         |

N.B. : le nom du partenaire se trouve sous le résultat ; les noms des ultimes adversaires se trouvent à droite.

## Parcours dans lesMasters 1000
| Année | Indian Wells             | Miami                    | Monte-Carlo          | Madrid                    | Rome                   | Canada                   | Cincinnati             | Shanghai            | Paris                 |
| ----- | ------------------------ | ------------------------ | -------------------- | ------------------------- | ---------------------- | ------------------------ | ---------------------- | ------------------- | --------------------- |
| 2014  | 1er tour L. Rosol        | 3e tour A. Dolgopolov    | —                    | —                         | —                      | —                        | —                      | —                   | —                     |
| 2015  | 1er tour F. Delbonis     | 1er tour F. Krajinović   | —                    | —                         | 1er tour J. Mónaco     | —                        | —                      | —                   | 2e tour D. Goffin     |
| 2016  | 1er tour R. Harrison     | 2e tour M. Čilić         | —                    | —                         | —                      | —                        | —                      | —                   | 1er tour I. Karlović  |
| 2017  | 1/8 de finale P. Carreño | 1er tour K. Anderson     | —                    | —                         | —                      | —                        | —                      | 1er tour J. Isner   | —                     |
| 2018  | 2e tour Chung H.         | 2e tour N. Kyrgios       | 1er tour N. Djokovic | 1/4 de finale K. Anderson | —                      | —                        | 1er tour M. Raonic     | —                   | —                     |
| 2019  | 2e tour M. Čilić         | 3e tour N. Kyrgios       | Finale F. Fognini    | 1er tour L. Djere         | —                      | 1er tour N. Basilashvili | 1er tour J. Isner      | 1er tour R. Opelka  | 1er tour C. Moutet    |
| 2020  | n.o.                     | n.o.                     | n.o.                 | n.o.                      | 1/8 de finale R. Nadal | n.o.                     | 1er tour P. Carreño    | n.o.                | 1er tour A. Mannarino |
| 2021  | 2e tour T. Paul          | 3e tour F. Tiafoe        | 1er tour D. Evans    | 1er tour D. Shapovalov    | 1er tour J. Millman    | 1/8 de finale C. Ruud    | 1er tour G. Monfils    | n.o.                | 2e tour A. Zverev     |
| 2022  | 1er tour F. Krajinović   | 1er tour J. M. Cerúndolo | 2e tour G. Dimitrov  | 1/8 de finale H. Hurkacz  | 1er tour A. de Minaur  | —                        | —                      | n.o.                | —                     |
| 2023  | —                        | 3e tour C. Alcaraz       | 1er tour A. Popyrin  | 3e tour J.-L. Struff      | 1er tour N. Borges     | —                        | 1/8 de finale T. Fritz | 3e tour F. Marozsán | 2e tour A. de Minaur  |
| 2024  | 2e tour F. Tiafoe        | 1er tour G. Monfils      | —                    | 1er tour T. Monteiro      | 2e tour S. Báez        | —                        | —                      | —                   | —                     |
| 2025  | 2e tour A. Tabilo        | —                        | 1er tour F. Cobolli  | 1er tour E. Quinn         | 2e tour C. Alcaraz     |                          |                        |                     |                       |

N.B. : sous le résultat se trouve le nom de l’ultime adversaire.

## Parcours enCoupe Davis
| #                                                                    | Date             | Lieu              | Surface      | Gagnant(s)         | Perdant(s)          | Score                   |          |
|                                                                      |                  |                   |              |                    |                     |                         |          |
| 2012 - 1er tour (groupe mondial) - Serbie - Suède 4:1                |                  |                   |              |                    |                     |                         |          |
| 1                                                                    | 10-12/02/2012    | Niš               | Dur (int.)   | Dušan Lajović      | Filip Prpic         | 6-4, 6-4                | Parcours |
|                                                                      |                  |                   |              |                    |                     |                         |          |
| 2013 - Finale (groupe mondial) - Serbie - République tchèque 2:3     |                  |                   |              |                    |                     |                         |          |
| 2                                                                    | 15-17/11/2013    | Belgrade          | Dur (int.)   | Tomáš Berdych      | Dušan Lajović       | 6-3, 6-4, 6-3           | Parcours |
| 2                                                                    | 15-17/11/2013    | Belgrade          | Dur (int.)   | Radek Štěpánek     | Dušan Lajović       | 6-3, 6-1, 6-1           | Parcours |
|                                                                      |                  |                   |              |                    |                     |                         |          |
| 2014 - 1er tour (groupe mondial) - Serbie - Suisse 2:3               |                  |                   |              |                    |                     |                         |          |
| 3                                                                    | 31/01-02/02/2014 | Novi Sad          | Dur (int.)   | Stanislas Wawrinka | Dušan Lajović       | 6-4, 4-6, 6-1, 7-67     | Parcours |
| 3                                                                    | 31/01-02/02/2014 | Novi Sad          | Dur (int.)   | Dušan Lajović      | Michael Lammer      | 6-3, 3-6, 6-4           | Parcours |
|                                                                      |                  |                   |              |                    |                     |                         |          |
| 2014 - play-off (groupe mondial) - Inde - Serbie 2:3                 |                  |                   |              |                    |                     |                         |          |
| 4                                                                    | 12-14/09/2014    | Bangalore         | Dur (int.)   | Dušan Lajović      | Yuki Bhambri        | 6-3, 6-2, 7-5           | Parcours |
| 4                                                                    | 12-14/09/2014    | Bangalore         | Dur (int.)   | Somdev Devvarman   | Dušan Lajović       | 1-6, 6-4, 4-6, 6-3, 6-2 | Parcours |
|                                                                      |                  |                   |              |                    |                     |                         |          |
| 2015 - 1/4 de finale (groupe mondial) - Argentine - Serbie 4:1       |                  |                   |              |                    |                     |                         |          |
| 5                                                                    | 17-19/07/2015    | Buenos Aires      | Terre (int.) | Dušan Lajović      | Diego Schwartzman   | 6-1, 6-4                | Parcours |
|                                                                      |                  |                   |              |                    |                     |                         |          |
| 2016 - 1/4 de finale (groupe mondial) - Serbie - Grande-Bretagne 2:3 |                  |                   |              |                    |                     |                         |          |
| 6                                                                    | 15-17/07/2016    | Belgrade          | Terre (ext.) | Dušan Lajović      | James Ward          | 6-1, 6-3, 6-2           | Parcours |
| 6                                                                    | 15-17/07/2016    | Belgrade          | Terre (ext.) | Kyle Edmund        | Dušan Lajović       | 6-3, 6-4, 7-65          | Parcours |
|                                                                      |                  |                   |              |                    |                     |                         |          |
| 2017 - 1er tour (groupe mondial) - Serbie - Russie 4:1               |                  |                   |              |                    |                     |                         |          |
| 7                                                                    | 3-5/07/2017      | Niš               | Dur (int.)   | Dušan Lajović      | Konstantin Kravchuk | 6-3, 4-6, 6-3           | Parcours |
|                                                                      |                  |                   |              |                    |                     |                         |          |
| 2017 - 1/4 de finale (groupe mondial) - Serbie - Espagne 4:1         |                  |                   |              |                    |                     |                         |          |
| 8                                                                    | 7-9/04/2017      | Belgrade          | Dur (int.)   | Dušan Lajović      | Jaume Munar         | 2-6, 6-1, 6-4           | Parcours |
|                                                                      |                  |                   |              |                    |                     |                         |          |
| 2017 - 1/2 finale (groupe mondial) - France - Serbie 3:1             |                  |                   |              |                    |                     |                         |          |
| 9                                                                    | 15-17/09/2017    | Villeneuve-d’Ascq | Terre (ext.) | Dušan Lajović      | Lucas Pouille       | 6-1, 3-6, 7-67, 7-65    | Parcours |
| 9                                                                    | 15-17/09/2017    | Villeneuve-d’Ascq | Terre (ext.) | Jo-Wilfried Tsonga | Dušan Lajović       | 7-62, 6-3, 6-3          | Parcours |

## Victoires sur le top 10
Toutes ses victoires sur des joueurs classés dans le top 10 de l’ATP lors de la rencontre.
| Légende      |
| Grand Chelem |
| Masters 1000 |
| 500 Series   |
| 250 Series   |
| Coupe Davis  |

| #  | D.L.  | Tournoi     | Année | Surface      | Adversaire            | Rang | Tour   | Score          |
| -- | ----- | ----------- | ----- | ------------ | --------------------- | ---- | ------ | -------------- |
| 1  | no 95 | Madrid      | 2018  | Terre battue | Juan Martín del Potro | no 6 | 1/8    | 3-6, 6-4, 7-66 |
| 2  | no 55 | Pékin       | 2018  | Dur          | Grigor Dimitrov       | no 8 | 1/8    | 6-4, 2-6, 6-4  |
| 3  | no 44 | Miami       | 2019  | Dur          | Kei Nishikori         | no 6 | 1/32   | 2-6, 6-2, 6-3  |
| 4  | no 48 | Monte-Carlo | 2019  | Terre battue | Dominic Thiem         | no 5 | 1/8    | 6-3, 6-3       |
| 5  | no 27 | Rotterdam   | 2021  | Dur (int.)   | Daniil Medvedev       | no 3 | 1/32   | 7-64, 6-4      |
| 6  | no 77 | Madrid      | 2022  | Terre battue | Casper Ruud           | no 7 | 1/16   | 7-67, 2-6, 6-4 |
| 7  | no 70 | Banja Luka  | 2023  | Terre battue | Novak Djokovic        | no 1 | 1/4    | 6-4, 7-66      |
| 8  | no 70 | Banja Luka  | 2023  | Terre battue | Andrey Rublev         | no 6 | Finale | 6-3, 4-6, 6-4  |
| 9  | no 40 | Madrid      | 2023  | Terre battue | Félix Auger-Aliassime | no 9 | 1/32   | 6-2, 3-6, 7-65 |
| 10 | no 66 | Cincinnati  | 2023  | Dur          | Jannik Sinner         | no 6 | 1/16   | 6-4, 7-64      |

## Classements ATP en fin de saison
| Année          | 2007 | 2008 | 2009 | 2010 | 2011 | 2012 | 2013 | 2014 | 2015 | 2016 | 2017 | 2018 | 2019 | 2020 | 2021 | 2022 | 2023 | 2024 |
| Rang en simple | 1461 | 1093 | 570  | 428  | 191  | 164  | 117  | 69   | 76   | 93   | 75   | 48   | 34   | 26   | 33   | 80   | 52   | 81   |
| Rang en double | –    | 1106 | 1009 | 541  | 926  | 491  | 1180 | 221  | 174  | 210  | 317  | 270  | 110  | 94   | 205  | 570  | 866  | 569  |

Source : (en) Classements de Dušan Lajović sur le site officiel de la Fédération internationale de tennis